# Liste der Landesstraßen in Brandenburg

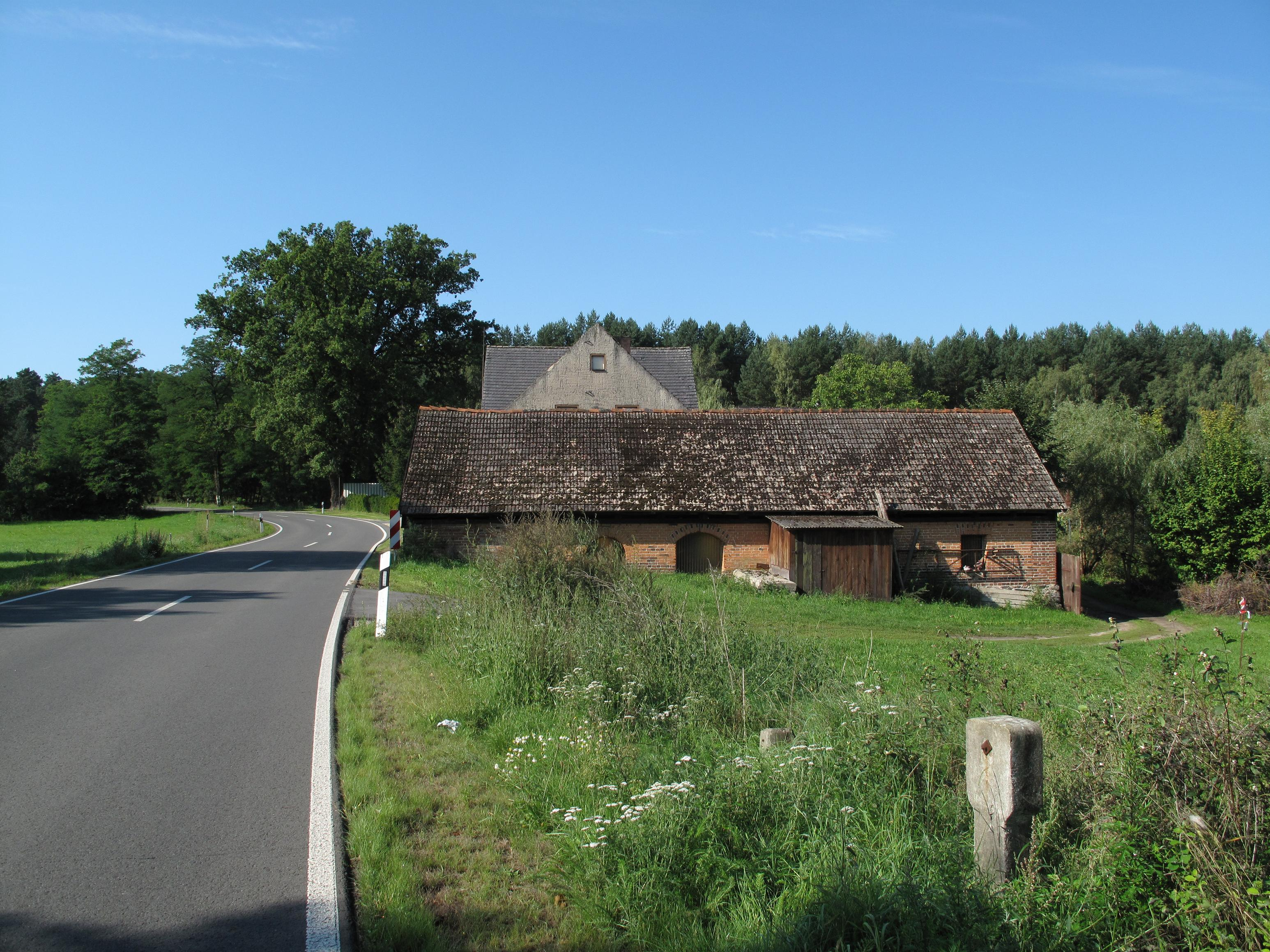
L 435 an der Oelsener Mühle

Diese Liste der Landesstraßen in Brandenburg ist eine Auflistung der Landesstraßen im deutschen Land Brandenburg. Als Abkürzung für diese Landesstraßen dient der Buchstabe L.
Die Landesstraßen werden in Landesstraßen erster und zweiter Ordnung unterteilt. Dabei ist die Nummerierung der Landesstraßen erster Ordnung immer zwei-, die derjenigen zweiter Ordnung immer dreistellig. Straßen mit einstelliger Landesstraßenbezeichnung gibt es in Brandenburg nicht. In den Netzknotenkarten sind Straßen nachrangiger Ordnung mit dem Buchstaben K (Kreisstraße) und einer vierstelligen Nummer aufgeführt.
Eine nach geographischen Gesichtspunkten vorgenommene Nummerierung ist zu erkennen. Die Landesstraßen zweiter Ordnung beziehen sich bei ihrer Nummerierung immer auf diejenigen erster Ordnung, indem ihre dreistellige Nummer in den ersten beiden Stellen die Nummer der zugeordneten Straße erster Ordnung aufgreift.
Für die Planung, den Bau, die Unterhaltung und den Betrieb der Landesstraßen (wie auch der Bundesfernstraßen) in Brandenburg ist der Landesbetrieb Straßenwesen zuständig.

## Landesstraßen erster Ordnung
Der Straßenverlauf wird in der Regel von Nord nach Süd und von West nach Ost angegeben. Kreuzungen mit Bundesautobahnen und Bundesstraßen werden gestalterisch hervorgehoben.
| Nr.      | Verlauf |
| -------- | --- |
| L 10     | (L 082 in Mecklenburg-Vorpommern) – Landesgrenze – Grenzheim – Berge bei Perleberg – L 104 – Bresch – Gülitz-Reetz – L 13 – L 103 – Gulow – Groß Buchholz – L 102 – – Quitzow – Perleberg – – L 12 – L 101 – Bad Wilsnack – L 11 – Legde – Lennewitz – Quitzöbel – Landesgrenze – (L 3 in Sachsen-Anhalt) |
| L 11     | in Wittenberge – Breese – Kuhblank – Klein Lüben – Groß Lüben – L 10 in Bad Wilsnack |
| L 12     | – Lenzersilge – Laaslich – L 122 – Dergenthin – Sükow – L 10 in Perleberg |
| L 13     | Elbe () – – Lenzen – L 136 – L 135 – Rambow – Mellen – L 134 – L 122 – Dargardt – – L 132 – Karstädt – L 131 – Blüthen – Gülitz-Reetz – L 10 – Wüsten Vahmow – Karlshof – Putlitz – L 111 – – in Meyenburg |
| L 14     | (L 09 in Mecklenburg-Vorpommern) – Landesgrenze – Stepenitz – Meyenburg – L 147 – Freyenstein – L 154 – Wulfersdorf – Biesen – Wittstock – L 153 – L 15 – Herzsprung – L 18 – L 144 – L 142 – Stolpe bei Kyritz – Kyritz – – Holzhausen bei Kyritz – Zermitz Bahnhof – L 141 – Roddahn – Rübehorst – in Großderschau |
| L 15     | / – Wittstock – L 145 – L 14 – Babitz – Schweinrich – Neu Lutterow – Alt Lutterow – Flecken Zechlin – Dorf Zechlin – L 16 – Linow – Charlottenau – Rheinsberg – Menz – L 222 – Neuglobsow – Tiefenbrunn – Fürstenberg/Havel – Lychen – L 23 – L 152 – Hardenbeck – Boitzenburg – L 24 – Berkholz im Boitzenburger Land – L 151 – Gollmitz – |
| L 16     | L 15 in Dorf Zechlin – Wallitz – Gühlen-Glienicke – Steinberge – L 18 – Neuruppin – – L 167 – – Walchow – L 165 – L 164 – Fehrbellin – Tarmow – Hakenberg – L 173 – Linum – L 162 – Flatow – L 17 – Tietzow – Börnicke – Grünefeld – Paaren – L 161 – Perwenitz – Pausin – Wansdorf – L 20 – Schönwalde-Siedlung – Landesgrenze – (Berlin) |
| L 17     | (L 17 in Sachsen-Anhalt) – Landesgrenze – Strodehne – Kietz bei Rhinow – Rhinow – Gollenberg – Neuwerder – Kleßen – – Friesack – Carolinenhof – Vietznitz – Warsow – L 174 – Wiesenaue – Jahnberge – Lobeofsund – Königshorst – L 173 – Sandhorst – Kuhhorst – L 16 – Flatow – Staffelde – – Groß Ziethen – Schwante Süd – – Vehlefanz – L 161 – – Eichstädt – Marwitz – L 20 – Hennigsdorf – L 172 – L 171 – Stolpe-Süd – Landesgrenze – (Berlin) |
| L 18     | L 14 in Herzsprung – – Fretzdorf – Rossow bei Wittstock – Rägelin – Netzeband – Katerbow – Storbeck – L 16 |
| L 19     | in Dierberg – Klosterheide – L 22 – Lindow (Mark) – Schönberg (Mark) – – Herzberg (Mark) – L 164 – Rüthnick – Ludwigsaue – Beetz – Sommerfeld – L 191 – Kremmen – |
| L 20     | / in Birkenwerder – Pinnow – Velten – L 172 – L 17 – Bötzow – Schönwalde-Dorf – L 16 – Schönwalde-Siedlung – Falkenhagen – L 201 – Falkenhöh – Seegefeld – Seeburg – in Groß Glienicke |
| L 21     | in Zehdenick – Krewelin – Liebenwalde – Zehlendorf bei Oranienburg – L 29 – Wensickendorf – – L 211 – Summt – – Feldheim – Mühlenbeck – L 30 – in Mönchmühle |
| L 22     | L 19 in Lindow (Mark) – Keller – L 223 – Schönermark – L 222 – Gransee – Badingen – in Zehdenick |
| L 23 (1) | (L 341 in Mecklenburg-Vorpommern) – Landesgrenze – Beenz – L 15 – Lychen – Densow – Templin – Milmersdorf – L 100 – Götschendorf – L 241 – Ringenwalde – Friedrichswalde – L 239 – Joachimsthal – L 220 – L 238 – – Golzow – L 237 – Britz bei Eberswalde – L 200 … Unterbrechung, siehe L 23 (2) |
| L 23 (2) | Unterbrechung, siehe L 23 (1) … – Eichenbrandt – L 230 – Gielsdorf – L 235 – L 33 – Strausberg-Jenseits des Sees – Hegermühle – Annatal – L 234 – Neue Mühle – Torfhaus – Hennickendorf – L 233 – / – Herzfelde – L 232 – Alt Buchhorst – Grünheide (Mark) – L 231 – L 38 – Storkowfurt – Neu Hartmannsdorf – Latzwall – Spreenhagen – L 36 – – Rieplos – L 40 – Storkow (Mark) – L 361 – |
| L 24     | in Haßleben – Gerswalde – L 24 – Kaakstedt – Flieth – Suckow – L 241 – – Wilmersdorf – in Greiffenberg |
| L 25     | Landesgrenze – Fürstenwerder – L 259 – Wilhelmshayn – Kraatz – Schönermark – L 151 – Wilhelmshof – Güstow – L 253 – – Prenzlau – – Bündigershof – Grünow bei Prenzlau – Drense – – Damme – L 252 – Eickstedt – Randowtal – – Landesgrenze – (L 283 in Mecklenburg-Vorpommern) |
| L 26     | / in Prenzlau – Baumgarten – Carmzow – L 251 – Brüssow – Menkin – Landesgrenze – (L 285 in Mecklenburg-Vorpommern) |
| L 27     | (L 284 in Mecklenburg-Vorpommern) – Landesgrenze – Wartin – Casekow – L 272 – Hohenselchow – L 271 – in Gartz (Oder) |
| L 28 (1) | in Passow – Grünow – Schönermark – Frauenhagen – Mürow – Angermünde – / … Unterbrechung, siehe L 28 (2) |
| L 28 (2) | Unterbrechung, siehe L 28 (1) … – L 281 – Neureetz – Altreetz – Mädewitz – L 33 |
| L 29     | in Schmachtenhagen – Zehlendorf – L 21 – Stolzenhagen – Wandlitz – Ützdorf – Lanke – L 31 – L 294 – Biesenthal – L 200 – Grüntal – L 292 – Gratze – Beerbaum – Heckelberg – – Kruge – Gersdorf – Neugersdorf – Hohenfinow – Niederfinow – Schiffshebewerk Niederfinow – Schiffshebewerk Niederfinow Nord – L 291 – Liepe – in Oderberg |
| L 30     | in Glienicke/Nordbahn – Schönfließ – Mühlenbeck – L 21 – L 305 – Schönwalde bei Wandlitz – – Gorinsee – Schönow – L 304 – Bernau bei Berlin – L 200 – L 31 – Nibelungen – L 236 – Börnicke bei Bernau bei Berlin – Löhme – Seefeld bei Werneuchen – Altlandsberg – L 33 – Fredersdorf – Petershagen – Vogelsdorf – L 303 – Tasdorf – / – Schulzenhöhe – Bergbrück – L 302 – Rüdersdorf bei Berlin – Woltersdorf – Landesgrenze – (Berlin) – Landesgrenze – Erkner – L 38 – Neu Zittau – Wernsdorf – L 301 – Ziegenhals – Niederlehme – Königs Wusterhausen – L 401 – L 40 – Schenkendorf – in Mittenwalde |
| L 31     | in Zerpenschleuse – Ruhlsdorf – L 294 – Prenden – L 315 – – Lanke – L 29 – Ladeburg – Bernau bei Berlin – L 30 – L 314 – Birkholzaue – in Blumberg |
| L 32     | (L 32 in Mecklenburg-Vorpommern) – Landesgrenze – Abschnitt ohne eine klassifizierte Straßenverbindung – Landesgrenze – (L 32 in Mecklenburg-Vorpommern) |
| L 33     | (Berlin) – Landesgrenze – Landesgrenze am südlichen Straßenrand bzw. in der Straßenmitte – Hönow – L 339 – L 338 – – Altlandsberg – L 30 – L 234 – Radebrück – Eggersdorf-Nord – L 303 – L 23 – Strausberg-Jenseits des Sees – L 34 – Strausberg Nord – Prötzel – – L 35 – Herzhorn – L 341 – Schulzendorf – – Wriezen – L 34 – Alt Lewin – L 336 – Altbarnim – L 335 – Letschin – L 334 – Voßberg – Wollup – Zechin – L 37 – Friedrichsaue – Golzow – L 333 – L 331 – Gorgast – / in Manschnow |
| L 34     | L 33 in Strausberg – Flugplatz Strausberg – Hohenstein bei Strausberg – Ruhlsdorf – – Bollersdorf – Reichenberg – L 341 – Ringenwalde – L 33 – Altfriedland – Gottesgabe – Neufriedland – Neutrebbin – L 33 – Neulewin – Oder () – Staatsgrenze – ( in Polen) |
| L 35 (1) | in Hohenfinow – Dannenberg/Mark – – L 341 – Harnekop – Sternebeck – in Prötzel … Unterbrechung, siehe L 35 (2) |
| L 35 (2) | Unterbrechung, siehe L 35 (1) … in Fürstenwalde/Spree – L 38 – L 36 – – Petersdorf – L 412 – Bad Saarow – Diensdorf-Radlow – |
| L 36     | L 23 – Markgrafpieske – Langendamm – Fürstenwalde/Spree – L 361 – L 35 – L 38 – – Neuendorf im Sande – Steinhöfel – Heinersdorf – Behlendorf – Jahnsfelde – Trebnitz – Wulkow bei Trebnitz – L 362 – in Neuhardenberg |
| L 37     | L 33 in Zechin – Buschdorf – Altlangsow – Neulangsow – Werbig – Seelow – – Lietzen – Petershagen – Petersdorf – L 38 – Jacobsdorf – Biegen – Dubrow – Müllrose – Schernsdorf – Rießen – Pohlitz – L 371 – in Schönfließ |
| L 38 (1) | (Berlin) – Landesgrenze – Erkner – L 30 – – L 231 – Fangschleuse – L 23 in Grünheide (Mark) … Unterbrechung, siehe L 38 (2) |
| L 38 (2) | Unterbrechung, siehe L 38 (1) … – L 23 – L 385 – Hangelsberg – L 35 – Fürstenwalde/Spree – Berkenbrück – Falkenberg bei Fürstenwalde – L 384 – Briesen (Mark) – Petersdorf – Sieversdorf – Treplin – Alt Zeschdorf – |
| L 39 (1) | (Berlin) – Landesgrenze – Gosen – Neu Zittau – Oder-Spree-Kanal ... Unterbrechung, siehe L39 (2) |
| L 39 (2) | Unterbrechung, siehe L39 (1) ... Oder-Spree-Kanal – – Wenzlow – Friedersdorf – L 40 – Blossin – Kolberg – L 391 – in Prieros |
| L 40     | in Potsdam – – L 76 – Güterfelde – L 77 – L 794 – /L 403 – Großbeeren – Diedersdorf – L 792 – Blankenfelde – Dahlewitz – L 402 – – Klein Kienitz – Brusendorf – L 79 – Ragow – Deutsch Wusterhausen – Königs Wusterhausen – – L 30 – Senzig – Bindow – Friedersdorf – L 39 – Wolzig – Kummersdorf – L 23 |
| L 42     | – Wilmersdorf – Hartensdorf – Herzberg – Lindenberg – Ahrensdorf – L 422 – Limsdorf – L 74 – Alt-Schadow – Hohenbrück – Schlepzig – L 421 – |
| L 43     | in Friedland – Günthersdorf – Weichensdorf – L 435 – L 433 – Groß Muckrow – Treppeln – L 45 – Kobbeln – Möbiskruge – L 431 – Diehlo – Schönfließ – |
| L 44     | in Lübben (Spreewald) – Radensdorf – L 444 – Neu Zauche – Straupitz (Spreewald) – L 51 – Butzen – in Lamsfeld |
| L 45     | L 43 in Treppeln – L 452 – Bahro – Göhlen – Bomsdorf – L 46 – Steinsdorf – Steinsdorf-Vorwerk – |
| L 46     | L 45 – Sembten – Lauschütz – Grano – Schenkendöbern – Atterwasch – Kerkwitz – in Groß Gastrose |
| L 47     | Heinersbrück – Unterbrechung – L 49 in Kathlow – Sergen – Gablenz – L 48 – Komptendorf – Laubsdorf – L 472 – Bagenz – Muckrow – Haidemühl – L 52 – L 48 in Spremberg |
| L 48     | – L 47 – Gablenz – L 481 – Bohsdorf-Vorwerk – L 482 – Hornow-Vorwerk – Hornow – Wadelsdorf – Groß Luja – L 47 – B156 in Spremberg |
| L 49 (1) | in Lübben (Spreewald) – Ragow – Krimnitz – Zerkwitz – L 526 – Boblitz – L 55 – Raddusch – Göritz – – L 54 – Vetschau/Spreewald – L 525 – Eichow – L 524 – Krieschow – Limberg – L 512 – Glinzig – Kolkwitz – L 50 – Cottbus – L 51 – L 511 – – L 50 – – Kathlow – L 47 – Dubrau – Groß Jamno – Forst (Lausitz) – Keune – Groß Bademeusel – Klein Bademeusel – … Unterbrechung, siehe L 49 (2) |
| L 49 (2) | Unterbrechung, siehe L 49 (1) … in Döbern – Friedrichshain – |
| L 50     | – Bärenklau – L 502 – Tauer – Preilack – Peitz – Turnow – Drachhausen – Fehrow – L 501 – Striesow – L 511 – Briesen – L 51 – Gulben – Zahsow – Kolkwitz – L 49 – Hänchen – Groß Gaglow – Kiekebusch – Kahren – L 49 – Haasow – in Cottbus |
| L 51     | L 44 in Straupitz (Spreewald) – Byhleguhre – L 501 – L 513 – Burg (Spreewald) – L 513 – L 54 – Werben – L 512 – Guhrow – L 50 – L 49 in Cottbus |
| L 52     | in Luckau – L 526 – Garrenchen – Schlabendorf – Zinnitz – L 56 – – Buckow – L 55 – Calau – L 54 – L 53 – L 525 – Ogrosen – L 524 – L 523 – Casel – L 522 – Golschow – Drebkau – – Merkur – Jehserig – L 521 – Rehnsdorf – – Bühlow – L 47 in Haidemühl |
| L 53     | L 52 – Muckwar – L 523 – Altdöbern – L 532 – L 531 – in Großräschen |
| L 54     | L 52 in Calau – Saßleben – Koßwig – – L 49 – Vetschau/Spreewald – L 525 – Suschow – L 541 – Müschen – L 51 in Burg (Spreewald) |
| L 55     | L 49 in Boblitz – Groß Lübbenau – Bischdorf – Mlode – L 52 – Calau – Settinchen – L 553 – Bronkow – – L 61 – Lipten – Lug – L 532 – Wormlage – Saalhausen – Meuro – L 551 – Schipkau – L 60 – – Flugplatz Schwarzheide-Schipkau – Schwarzheide-Ost Naundorf – Ruhland – L 57 – Arnsdorf – Jannowitz – Kroppen – L 59 – Ortrand – Landesgrenze kurzzeitig in der Straßenmitte – Landesgrenze – (S 99 in Sachsen) |
| L 56     | – L 561 – Crinitz – Fürstlich Drehna – Tugarn – L 553 – Mallenchen – Groß Jehser – L 52 |
| L 57     | L 55 in Ruhland – Guteborn – Grünewald – L 57 – Landesgrenze – (S 92 in Sachsen) |
| L 58     | (S 103 in Sachsen) – Landesgrenze – Hosena – L 581 – Hohenbocka – Grünewald – L 57 – Sella – Landesgrenze – (S 93 in Sachsen) |
| L 59     | in Bad Liebenwerda – Zobersdorf – Prieschka – L 593 – Reichenhain – Stolzenhain an der Röder – Prösen-West – Landesgrenze am südwestlichen Straßenrand – – Landesgrenze kurzzeitig am südwestlichen Straßenrand – – Wainsdorf – Landesgrenze kurzzeitig am südlichen Straßenrand – Merzdorf – Seifertsmühl – Gröden – L 592 – Hirschfeld – L 591 – Großthiemig – L 63 – Großkmehlen – Kleinkmehlen – – L 55 in Ortrand |
| L 60     | (S 22 in Sachsen) – Landesgrenze – Rehfeld – Kölsa – Falkenberg/Elster – L 67 – L 672 – Uebigau – L 662 – München bei Uebigau – Langennaundorf – – L 68 – Beutersitz-Bahnhof – Tröbitz – L 65 – L 603 – Schönborn bei Doberlug-Kirchhain – Doberlug-Kirchhain – L 622 – L 70 – L 601 – Hennersdorf – L 602 – Finsterwalde – – L 601 – L 62 – Schacksdorf – Lichterfeld – L 61 – Bergheider See – Lauchhammer-Ost – Kostebrau – Schipkau – L 55 – Hörlitz – |
| L 61     | L 55 in Bronkow – Saadow – Göllnitz – – Lieskau – L 60 |
| L 62     | L 60 in Finsterwalde – Nehesdorf – Sorno – Staupitz – L 63 – Gorden – Hohenleipisch – L 621 – Dreska – in Elsterwerda |
| L 63     | L 62 in Staupitz – Grünewalde – Lauchhammer-West – – L 631 – Schraden – Frauwalde – L 59 |
| L 64     | in Bad Liebenwerda – Oschätzchen – L 593 – Kröbeln – Landesgrenze – (S 89 in Sachsen) |
| L 65     | L 60 in Tröbitz – Rothstein – L 651 – – Wahrenbrück – |
| L 66     | in Lausitz – L 661 – Möglenz – Neuburxdorf – Burxdorf – L 662 – L 671 – Weinberge – L 67 – Mühlberg/Elbe – Elbebrücke Mühlberg – Landesgrenze – Sachsen (ohne eine eigene Nummerierung als Staatsstraße) – Landesgrenze – |
| L 67 (1) | in Herzberg – Großrössen – L 673 – L 60 in Falkenberg/Elster … Unterbrechung, siehe L 67 (2) |
| L 67 (2) | Unterbrechung, siehe L 67 (1) … – Wenzendorf – Koßdorf – L 661 – Lehndorf – L 671 – Brottewitz – Weinberge – L 66 – Mühlberg/Elbe – L 663 – Fichtenberg – L 671 – Landesgrenze – (S 88 in Sachsen) |
| L 68     | in Schlieben – L 681 – Oelsig – L 69 – L 702 – Nexdorf – L 603 – Drasdo – in Langennaundorf |
| L 69     | in Herzberg – Osteroda – Oelsig – L 68 – L 691 – Stechau – L 70 in Hillmersdorf |
| L 70     | in Trebbin – Lüdersdorf – Kummersdorf-Alexanderdorf – Sperenberg – L 74 – Kummersdorf-Gut – L 707 – Schönefeld – Dümde – Stülpe – L 73 – Ließen – – Petkus – L 706 – Wahlsdorf bei Jüterbog – L 711 – Niebendorf-Heinsdorf – L 705 – Gebersdorf – Dahme/Mark – – L 71 – L 704 – Lebusa – Hohenbucko – Proßmarke – Hillmersdorf – L 69 – Trebbus – L 703 – Arenzhain – L 702 – Werenzhain – Doberlug-Kirchhain – L 701 – L 60 |
| L 71     | in Brandis – L 72 – Schönewalde – L 713 – Wiepersdorf – L 721 – Knippelsdorf – L 70 – Dahme/Mark – – Zagelsdorf – L 712 – Görsdorf – Drahnsdorf – Krossen – Jetsch – – Kasel-Golzig – Schiebsdorf – – Freiwalde – Schönwalde – L 711 – Krausnick – L 421 – Groß Wasserburg – in Leibsch |
| L 72     | (L 113 in Sachsen-Anhalt) – Landesgrenze – – Stolzenhain – Heideeck – Schmiedsdorf – L 71 – Schönewalde – Grauwinkel – Wildenau – Dubro – Jeßnigk – L 721 – in Kolochau |
| L 73     | in Michendorf – Wildenbruch – Fresdorf – Stücken – Zauchwitz – Rieben – Dobbrikow – Hennickendorf – Berkenbrück – Luckenwalde – L 80 – – Jänickendorf – Holbeck – Stülpe – L 70 – Lynow – Schöbendorf – Paplitz – L 712 – / in Baruth/Mark |
| L 74     | L 70 in Sperenberg – Klausdorf – L 79 – Wünsdorf – Töpchin – L 743 – Waldeck – Egsdorf – Teupitz – L 742 – – Halbe – Märkisch Buchholz – Münchehofe – Groß Eichholz – Kehrigk – L 741 – L 42 |
| L 75 (1) | (Berlin) – Landesgrenze – Großziethen – Kleinziethen – Mahlow – – Glasow – Selchow – Flughafen Berlin Brandenburg – in Waßmannsdorf … Unterbrechung, siehe L 75 (2) |
| L 75 (2) | Unterbrechung, siehe L 75 (1) … L 40 in Brusendorf – Pittchenmühle – in Mittenwalde |
| L 76     | in Potsdam – L 40 – Stahnsdorf – L 77 – Teltow – L 794 – L 761 – Birkenhain – – Mahlow – |
| L 77     | (Berlin) – Landesgrenze – Kleinmachnow – L 76 – Stahnsdorf – L 40 – Güterfelde – L 79 – Philippsthal – Saarmund – L 771 – L 78 – Alt Langerwisch – |
| L 78     | in Potsdam – L 79 – Bergholz-Rehbrücke – – L 77 in Saarmund |
| L 79     | L 78 in Bergholz-Rehbrücke – – L 77 – Ahrensdorf – L 795 – Struveshof – L 794 – Ludwigsfelde – L 793 – – Wietstock – Groß Schulzendorf – L 792 – Glienick – – Horstfelde – Saalow – L 791 – L 74 in Klausdorf |
| L 80     | in Buchholz – Kemnitz – L 812 – L 801 – Zülichendorf – Frankenförde (– Abzweig über Frankenfelde zur L 80 in Luckenwalde) – – Abzweig der L 80 – L 73 in Luckenwalde |
| L 81     | (L 39 in Sachsen-Anhalt) – Landesgrenze – Landesgrenze an der östlichen Straßenseite – L 82 – Seehausen – Gölsdorf – L 812 – Dennewitz – Rohrbeck – L 811 – in Jüterbog |
| L 82     | in Niemegk – L 83 – Hohenwerbig – Zeuden – Marzahna – – Schönefeld – L 821 – Kurzlipsdorf – Blönsdorf – L 81 in Seehausen |
| L 83     | L 82 in Niemegk – Neuendorf bei Niemegk – L 84 – Klein Mahrzehns – L 831 – Groß Mahrzehns – Landesgrenze – (L 124 in Sachsen-Anhalt) |
| L 84     | – Jeserig – Welsigke – Grubo – Raben – Rädigke – L 83 in Neuendorf bei Niemegk |
| L 85     | /L 86 in Golzow – Cammer – Damelang – Freienthal – Brück – – Rottstock – – Linthe – Jeserig – Nichel – in Treuenbrietzen |
| L 86     | in Nauen – Markee – L 863 – Etzin – L 92 – Ketzin/Havel – L 862 – Havel () – L 90 – Schmergow – Deetz bei Potsdam – Krielow – Groß Kreutz – Damsdorf – L 861 – – Lehnin – L 88 – Michelsdorf – /L 85 in Golzow |
| L 87     | in Graustein – Landesgrenze – (S 126 in Sachsen1) |
| L 88     | – Prützke – Grebs – Netzen – Nahmitz – Lehnin – L 86 – Emstal – Busendorf (Beelitz) – Kanin – Klaistow – L 90 – Fichtenwalde – Beelitz-Heilstätten – in Beelitz |
| L 89     | in Jämlitz – Landesgrenze – (S 127 in Sachsen1) |
| L 90     | L 86 in Schmergow – Phöben – – Werder (Havel) – Glindow – – L 88 in Klaistow |
| L 91     | – Neukammer – Quermathen – Gohlitz – Wachow – Päwesin – L 912 – L 92 – Weseram – Klein Kreutz – L 911 – Brandenburg an der Havel – L 98 – |
| L 92     | L 91 – Roskow – Gutenpaaren – Zachow bei Nauen – Brückenkopf – L 86 – Ketzin/Havel – L 862 – Paretz – Uetz – //L 204 – Fahrland – in Neu Fahrland |
| L 93     | /L 96 in Ziesar – Glienecke – Grüningen – L 94 – Wilhelmsdorf – in Brandenburg an der Havel |
| L 94     | L 93 in Grüningen – – Wollin bei Brandenburg an der Havel – Gräben bei Ziesar – Görzke – L 95 – |
| L 95     | L 94 in Görzke – Dangelsdorf – Benken – Steindorf – Lübnitz – in Bad Belzig |
| L 96     | (L 18 in Sachsen-Anhalt) – Landesgrenze – L 97 – Steckelsdorf – – Wilhelminenhof – Böhne – L 964 – Bützer – Milow – L 963 – Jerchel – Nitzahn – Knoblauch – Bensdorf – Rogäsen – L 961 – Bücknitz – L 93 – Ziesar – – Landesgrenze am nordwestlichen Straßenrand – Landesgrenze – (L 52 in Sachsen-Anhalt) |
| L 97     | L 96 – Großwudicke – – Schmetzdorf – Landesgrenze – (L 33 in Sachsen-Anhalt) |
| L 98     | in Rathenow – Neu Friedrichsdorf – Bamme – Gräningen – L 991 – Mützlitz – Marzahne – L 982 – L 99 – L 981 – Radewege Siedlung – Brielow – L 91 in Brandenburg an der Havel |
| L 99     | in Pritzerbe – Marzahne – L 98 – Kieck – L 911 – Barnewitz – Buschow – Möthlow – L 991 – Retzow – |

Fußnote
1 Die Nummerierung der Landesstraßen 87 und 89 richtet sich nach der ehemaligen Nummerierung der sächsischen Staatsstraßen.

## Landesstraßen zweiter Ordnung
Der Straßenverlauf wird in der Regel von Nord nach Süd und von West nach Ost angegeben.
| Nr.   | Verlauf |
| ----- | --- |
| L 100 | Stadtgrenze Berlin – Schönerlinde – Wandlitz – Groß Schönebeck – bei Mittenwalde (Uckermark) (abgestufte frühere Bundesstraße 109)                  |
| L 101 | in Perleberg – Spiegelhagen – Rosenhagen – Groß Gottschow – Krampfer – L 103 – Rambow – – Grube – L 10                                              |
| L 102 | L 111 in Putlitz – Lockstädt – Tangendorf – L 103 – Strigleben – Gramzow – Groß Linde – L 10 in Groß Buchholz                                       |
| L 103 | L 10 in Gülitz-Reetz – Baek – L 102 – Seddin – Wolfshagen – Groß Pankow – – Guhlsdorf – L 101 in Krampfer                                           |
| L 104 | L 10 in Berge bei Perleberg – Simonshof – Hülsebeck – Sagast – Lütkendorf – L 111                                                                   |
| L 111 | / – Krumbeck – L 104 – Putlitz – L 13 – L 102 – Triglitz – Steffenshagen – Schönhagen – – L 155 in Pritzwalk                                        |
| L 121 | in Lanz bei Lenzen – Lütkenwisch – Elbe () |
| L 122 | L 13 – Boberow – L 131 in Mankmuß – Nebelin – L 12                                                                                                  |
| L 131 | (L 081 in Mecklenburg-Vorpommern) – Landesgrenze – Dallmin – L 133 – Postlin – L 13 in Karstädt                                                     |
| L 133 | L 134 in Reckenzin – Streesow – L 131 in Dallmin |
| L 134 | L 131 in Dallmin – Streesow – L 133 – Reckenzin – Groß Warnow – – Pinnow – Pröttlin – Zapel – L 13 in Mellen                                        |
| L 135 | (L 08 in Mecklenburg-Vorpommern) – Landesgrenze – L 13                                                                                              |
| L 136 | (L 07 in Mecklenburg-Vorpommern) – Landesgrenze – Eldenburg – L 137 – L 13 in Lenzen                                                                |
| L 137 | (K LWL 461 im Landkreis Ludwigslust-Parchim, Mecklenburg-Vorpommern) – Landesgrenze – Seedorf – L 136 in Eldenburg                                  |
| L 141 | (L 4 in Sachsen-Anhalt) – Landesgrenze – Breddin – Zernitz Bahnhof – L 14 – in Neustadt (Dosse)                                                     |
| L 142 | L 14 in Stolpe bei Kyritz – Sechzehneichen – Tornow – Tramnitz – Brunn bei Wusterhausen – in Wusterhausen                                           |
| L 143 | – Klein Leppin – Vehlin – Schönhagen – in Gumtow |
| L 144 | L 145 in Blumenthal – Grabow – Königsberg – L 14 in Herzsprung                                                                                      |
| L 145 | L 15 in Wittstock – Papenbruch – Blandikow – Blumenthal – L 144 – Dahlhausen – in Kolrep                                                            |
| L 146 | in Tüchen – Lindenberg – Vettin – Kehrberg – Klein Woltersdorf – Seefeld –                                                                          |
| L 147 | (L 206 in Mecklenburg-Vorpommern) – Landesgrenze – L 14 in Freyenstein                                                                              |
| L 151 | L 15 in Berkholz im Boitzenburger Land – Naugarten – L 25 in Schönermark                                                                            |
| L 152 | (L 342 in Mecklenburg-Vorpommern) – Landesgrenze – Funkenhagen – L 15 in Hardenbeck                                                                 |
| L 153 | L 14 in Wittstock – Klein Haßloh – Randow bei Wittstock – Berlinchen – Sewekow – Landesgrenze – (L 241 in Mecklenburg-Vorpommern)                   |
| L 154 | in Pritzwalk – Beveringen – Streckenthin – Ellershagen – Rohlsdorf – L 155 – Halenbeck – L 14 in Freyenstein                                        |
| L 155 | L 154 in Halenbeck – Brügge – – Grabow – Kümmernitztal – Preddöhl – Kammermark – L 111 in Pritzwalk                                                 |
| L 161 | L 17 in Vehlefanz – Wolfslake – Perwenitz – L 16 – L 201 – Bredow –                                                                                 |
| L 162 | L 16 – in Orion |
| L 164 | L 16 in Walchow – Langen – Wustrau – Altfriesack – Radensleben – L 167 – in Herzberg (Mark)                                                         |
| L 165 | L 166 – Garz bei Wusterhausen – Manker – Protzen – L 16 in Walchow                                                                                  |
| L 166 | in Wildberg – Rohrlack – Garz bei Wusterhausen – Vichel – Nackel – Damm bei Friesack – in Friesack                                                  |
| L 167 | in Neuruppin – Wuthenow – Lichtenberg bei Neuruppin – L 164 in Radensleben                                                                          |
| L 170 | bei Kremmen – bei Oranienburg (abgestuftes Teilstück der Bundesstraße 273)                                                                          |
| L 171 | L 17 in Hennigsdorf – Stolpe – Hohen Neuendorf – in Bergfelde                                                                                       |
| L 172 | L 191 – Germendorf – Velten – L 20 – KZ-Außenlager Velten – L 17 in Hennigsdorf                                                                     |
| L 173 | L 17 – Deutschhof – Dreibrück – Hertefeld – Bergerdamm – in Berge                                                                                   |
| L 174 | L 17 in Warsow – Brädikow – Wagenitz – |
| L 175 | in Rhinow – Prietzen – Wolsier – Spaatz – |
| L 191 | L 19 in Sommerfeld – Hohenbruch – L 172 – – in Oranienburg                                                                                          |
| L 200 | bei Lindenberg (Ahrensfelde) – Bernau bei Berlin – Eberswalde – bei Herzsprung (Angermünde) (abgestufte frühere Bundesstraße 2)                     |
| L 201 | in Bergerdamm – L 161 – – Alt Brieselang – L 202 – Falkenhain – Falkensee – L 20 – Falkenhöh – Landesgrenze – (Berlin)                              |
| L 202 | in Wustermark – Zeestow – – Brieselang – L 201 |
| L 204 | L 863 – Wustermark – Hoppenrade – Buchow-Karpzow – Falkenrehde – L 862 – Paaren – /L 92                                                             |
| L 211 | in Oranienburg – L 21 in Summt |
| L 212 | – Hammer – Böhmerheide – L 100 in Groß Schönebeck                                                                                                   |
| L 213 | – Neuholland – Freienhagen – Nassenheide – |
| L 214 | in Fürstenberg/Havel – Zootzen – Bredereiche – Blumenow – Tornow – Marienthal – Burgwall – in Neuhof                                                |
| L 215 | – Kurtschlag – Groß Dölln – L 100 |
| L 216 | in Templin – Vietmannsdorf – L 100 in Gollin |
| L 217 | L 24 in Boitzenburg – Lichtenhain – Jakobshagen – Klosterwalde –                                                                                    |
| L 220 | L 23 – Elsenau – Eichhorst – |
| L 222 | L 15 in Menz – Großwoltersdorf – L 22 in Gransee |
| L 223 | in Köpernitz – Hindenberg – Schulzendorf – Sonnenberg – L 22 in Schönermark                                                                         |
| L 230 | in Werftpfuhl – Hirschfelde – L 23 |
| L 231 | /L 38 – L 23 in Grünheide (Mark) |
| L 232 | L 233 in Rehfelde bei Strausberg – Zinndorf – Lichtenow – / – Kagel – L 23                                                                          |
| L 233 | L 34 in Strausberg – Rehfelde bei Strausberg – L 232 – Hennickendorf – L 23 – / in Tasdorf                                                          |
| L 234 | L 33 in Radebrück – Bruchmühle – Eggersdorf – L 303 – Strausberg Vorstadt – L 23                                                                    |
| L 235 | L 236 in Willmersdorf – Weesow – L 292 – Werneuchen – Wegendorf – Wesendahl – L 23 in Gielsdorf                                                     |
| L 236 | L 30 – Willmersdorf – L 235 – Schönfeld – L 292 – Beiersdorf – Freudenberg bei Bad Freienwalde –                                                    |
| L 237 | L 23 in Britz – in Eberswalde |
| L 238 | L 23 – Altenhof – Lichterfelde – L 293 – in Eberswalde                                                                                              |
| L 239 | Glambeck – L 23 in Joachimsthal |
| L 241 | L 24 – Stegelitz – L 242 – Temmen – L 23 |
| L 242 | L 24 in Gerswalde – Berkenlatten – Bockenberg – Willmine – L 241                                                                                    |
| L 243 | L 259 in Fürstenwerder – Parmen – Weggun – L 254 – Fürstenau – Buchenhain – Boitzenburg                                                             |
| L 251 | (L 322 in Mecklenburg-Vorpommern) – Landesgrenze – L 26 – Brüssow – Grünberg – Klausthal – Albrechtshof – Schwaneberg – L 25 in Randowtal           |
| L 252 | L 25 in Damme – Falkenwalde – Weselitz – Uckerfelde –                                                                                               |
| L 253 | in Dedelow – L 25 in Güstow |
| L 254 | Landesgrenze – Fürstenau – L 243 – Weggun – Arendsee – L 25 in Schönermark                                                                          |
| L 255 | (L 32 in Mecklenburg-Vorpommern) – Landesgrenze – Güterberg – Fährenhorst – Lindhorst – L 257 – Taschenberg – Kutzerow –                            |
| L 256 | (L 322 in Mecklenburg-Vorpommern) – Landesgrenze – Milow – Werbelow – L 257 – Nechlin – Landesgrenze – (L 322 in Mecklenburg-Vorpommern)            |
| L 257 | L 255 in Lindhorst – Lübbenow – Trebenow – L 258 – L 256                                                                                            |
| L 258 | L 257 in Trebenow – Bandelow – |
| L 259 | L 25 in Fürstenwerder – L 243 – Fiebigershof – Landesgrenze                                                                                         |
| L 271 | in Tantow – Hohenreinkendorf – L 27 |
| L 272 | L 27 in Casekow – Biesendahlshof – Woltersdorf – L 273 – Kunow – in Vierraden                                                                       |
| L 273 | L 272 in Woltersdorf – Jamikow – Stendell – |
| L 280 | in Gramzow – Zichow – |
| L 281 | – Croustillier – L 28 – Neureetz – Neuküstrinchen – Neurüdnitz – Elbe                                                                               |
| L 282 | in Neuendorf – L 283 |
| L 283 | – Herzsprung – Bölkendorf – Parstein – – Lüdersdorf – Lunow – L 282 – Hohensaaten                                                                   |
| L 284 | – Felchow – Flemsdorf – Zützen – Meyenburg – Berkholz – Heinersdorf –                                                                               |
| L 285 | in Günterberg – Briesenbrow – L 28 in Schönermark bei Passow                                                                                        |
| L 291 | L 200 in Eberswalde – L 29 |
| L 292 | L 29 in Grüntal – Tempelfelde – Schönfeld – L 236 – L 235 in Weesow                                                                                 |
| L 293 | L 238 in Lichterfelde – in Finow – L 200 in Biesenthal                                                                                              |
| L 294 | L 31 in Ruhlsdorf – Sophienstädt – L 29 in Biesenthal                                                                                               |
| L 301 | (Berlin) – Landesgrenze – L 30 in Wernsdorf |
| L 302 | (Berlin) – Landesgrenze – Schöneiche bei Berlin – L 338 – – L 30 in Rüdersdorf bei Berlin                                                           |
| L 303 | L 33 – Eggersdorf – L 234 – L 30 – / in Tasdorf |
| L 304 | in Dolgelin – L 30 in Bernau bei Berlin |
| L 305 | L 30 in Mühlenbeck – in Schönerlinde |
| L 311 | L 200 in Bernau bei Berlin – Birkholzaue – – Blumberg – L 312 – – Ahrensfelde – L 339 – Eiche – L 33                                                |
| L 312 | L 200 in Zepernick – Birkholz – L 313 – in Blumberg                                                                                                 |
| L 313 | (Berlin) – Landesgrenze – Neu-Buch – Schwanebeck – L 200 – nicht durchgängig befahrbar – L 312 in Birkholz                                          |
| L 314 | (Berlin) – Landesgrenze – L 31/L 200 in Bernau bei Berlin                                                                                           |
| L 315 | L 100 in Klosterfelde – L 31 in Prenden |
| L 331 | L 33 in Golzow – Alt Tucheband – L 332 – Rathstock – Reitwein – Oder                                                                                |
| L 332 | in Dolgelin – Sachsendorf – L 331 in Rathstock |
| L 333 | Oder – Genschmar – L 33 in Golzow |
| L 334 | Oder – Kienitz – L 336 – Letschin – L 33 – L 335 –                                                                                                  |
| L 335 | in Neuhardenberg – Bärwinkel – Neu Rosenthal – L 33 – Letschin – Sophienthal – Oder                                                                 |
| L 336 | L 33 – Neubarnim – Ortwig – Groß Neuendorf – L 334                                                                                                  |
| L 337 | östlich von Werneuchen – |
| L 338 | L 33 in Hönow – Neuenhagen bei Berlin – Schöneiche bei Berlin – L 302 – Landesgrenze – (Berlin)                                                     |
| L 339 | in Ahrensfelde – L 311 – Mehrow – Hönow – L 33 – Landesgrenze – (Berlin) – Landesgrenze – Dahlwitz – – Landesgrenze – (Berlin)                      |
| L 341 | in Heckelberg – Brunow – Steinbeck – – L 35 – Haselberg – Lüdersdorf – L 33 – Schulzendorf – Möglin – Batzlow – L 34 in Reichenberg                 |
| L 361 | L 36 in Fürstenwalde/Spree – Rauen – Kolpin – L 23 in Storkow (Mark)                                                                                |
| L 362 | L 36 in Wulkow bei Trebnitz – Hermersdorf – Obersdorf – / in Müncheberg                                                                             |
| L 371 | L 37 in Pohlitz – – Ziltendorf – L 372 – Aurith – Oder                                                                                              |
| L 372 | in Ziltendorf – L 371 – Vogelsang – in Eisenhüttenstadt                                                                                             |
| L 373 | – Müllrose – Kaisermühl – Schlaubehammer – Weißenspring – Groß Lindow – Weißenberg – in Brieskow-Finkenheerd                                        |
| L 381 | in Frankfurt (Oder) – Lossow – – Malchow bei Frankfurt (Oder) – Helenesee                                                                           |
| L 382 | – in Frankfurt (Oder) |
| L 383 | – Schönfließ – Wulkow – in Booßen |
| L 384 | in Georgenthal – Wilmersdorf – L 38 |
| L 385 | – Kienbaum – L 38 in Hangelsberg |
| L 391 | L 39 in Kolberg – Görsdorf b. Storkow – Klein Schauen – in Storkow (Mark)                                                                           |
| L 400 | bei Waltersdorf (Schönefeld) – bei Königs Wusterhausen (abgestufter Teil der Bundesstraße 179)                                                      |
| L 401 | (Berlin) – Landesgrenze – Eichwalde – Zeuthen – L 402 – Wildau – L 30 in Königs Wusterhausen                                                        |
| L 402 | L 40 in Dahlewitz – Groß Kienitz – Rotberg – Kiekebusch – L 400 – L 401 in Zeuthen                                                                  |
| L 411 | Neubrück – Raßmannsdorf – |
| L 412 | in Alt Golm – Neu Golm – L 35 – Bad Saarow – Dorf Saarow – in Wendisch Rietz                                                                        |
| L 421 | L 71 – L 42 in Schlepzig |
| L 422 | in Wendisch Rietz – Behrensdorf – Ahrensdorf – L 42 – L 442 – Görsdorf – Falkenberg – Tauche – L 443 – Kohlsdorf – Beeskow – /                      |
| L 431 | L 43 in Möbiskruge – L 453 – in Neuzelle |
| L 433 | L 43 – Groß Muckrow – L 434 – Klein Muckrow – L 452                                                                                                 |
| L 434 | L 441 in Pieskow – Schadow – Trebitz – Ullersdorf – L 433 in Klein Muckrow                                                                          |
| L 435 | – Müllrose – Mixdorf – Grunow – Oelsen – Groß Briesen – Klein-Briesen – L 43                                                                        |
| L 441 | – Niewisch – Pieskow – L 434 – Speichrow – in Goyatz                                                                                                |
| L 442 | L 443 in Wittmannsdorf – Wiese – Schuhlen – Ressen – in Goyatz                                                                                      |
| L 443 | L 422 – Tauche – Giesensdorf – L 422 – Kossenblatt – Wittmannsdorf – Bückchen – Gröditsch – Krugau – in Biebersdorf                                 |
| L 444 | in Groß Leine – Klein Leine – Briesensee – L 44 |
| L 451 | – Wellmitz – Ratzdorf – Elbe |
| L 452 | in Jamlitz – Leeskow – L 433 – Reicherskreuz – nicht befahrbare Strecke – Henzendorf – L 45 – Bahro – Ossendorf – Kummro – L 453 – in Neuzelle      |
| L 453 | L 452 in Kummro – Neuzelle – N 431 – |
| L 471 | B 97 bei Spremberg – in Spremberg – Trattendorf – (K 92152 im Landkreis Bautzen, Sachsen)                                                           |
| L 472 | L 521 – Groß Döbbern – Klein Döbbern – Groß Oßnig – Neuhausen/Spree – Laubsdorf – L 47 – Komptendorf – L 48                                         |
| L 473 | in Maust – Neuendorf – |
| L 474 | in Peitz – Kraftwerk Jänschwalde – Sawoda – in Heinersbrück                                                                                         |
| L 481 | L 48 – Trebendorf – Gahry – |
| L 482 | L 48 in Bohsdorf-Vorwerk – |
| L 501 | L 51 – Schmogrow – L 50 in Fehrow |
| L 502 | L 50 – Jänschwalde – |
| L 511 | L 50 in Striesow – Dissen – Sielow – L 49 in Cottbus                                                                                                |
| L 512 | L 51 in Guhrow – Ruben – Papitz – Kunersdorf – L 49 in Limberg                                                                                      |
| L 513 | L 51 in Burg (Spreewald) – L 541 – Burg-Kolonie – Burg-Kauper – L 51                                                                                |
| L 521 | in Schorbus – Auras – L 472 – L 52 in Rehnsdorf |
| L 522 | L 52 in Casel – Greifenhain – Neupetershain-Nord – Neupetershain – L 531 – Welzow – Proschim – Karlsfeld – in Spremberg                             |
| L 523 | L 53 – Peitzendorf – Reddern – L 52 |
| L 524 | L 49 in Eichow – Laasow – L 52 |
| L 525 | L 49 in Vetschau/Spreewald – Repten – Missen – L 52 in Ogrosen                                                                                      |
| L 526 | L 52 in Luckau – Stöbitz – Hindenberg – Groß Beuchow – – Klein Beuchow – L 49 in Zerkwitz                                                           |
| L 531 | L 53 – Woschkow – Leeskow – Lindchen – – L 522 in Neupetershain                                                                                     |
| L 532 | L 55 in Lug – Rettchensdorf – L 53 in Altdöbern |
| L 541 | L 513 in Burg-Kolonie – Naundorf – Fleißdorf – L 54 in Suschow                                                                                      |
| L 551 | – L 55 bei Schipkau |
| L 553 | L 56 – Craupe – Gollmitz – L 55 in Bronkow |
| L 561 | L 562 in Walddrehna – – Weißack – L 56 |
| L 562 | – Gehren – L 561 in Walddrehna |
| L 581 | L 57 in Ruhland – Schwarzbach – L 58 in Hosena |
| L 591 | in Plessa – L 631 – L 592 – L 59 in Hirschfeld |
| L 592 | L 591 – L 59 in Gröden |
| L 593 | L 64 in Oschätzchen – L 59 – Prieschka – |
| L 601 | L 60 in Doberlug-Kirchhain – Lugau – L 602 – Eichholz – L 60 in Finsterwalde                                                                        |
| L 602 | L 60 – L 601 |
| L 603 | L 68 in Drasdo – Schilda – L 60 in Tröbitz |
| L 621 | L 62 in Hohenleipisch – Döllingen – in Plessa |
| L 622 | L 60 in Doberlug-Kirchhain – Rückersdorf bei Doberlug-Kirchhain – L 653 – Oppelhain                                                                 |
| L 631 | L 591 – L 63 in Schraden |
| L 651 | L 65 in Rothstein – Maasdorf – in Bad Liebenwerda                                                                                                   |
| L 653 | Bad Liebenwerda – Thalberg – Theisa – Ziegelhäuser – Schadewitz – Gruhno – Friedersdorf – L 622 in Rückersdorf bei Doberlug-Kirchhain               |
| L 661 | (S 25 in Sachsen) – Koßdorf – L 67 – Saxdorf – L 662 – L 66                                                                                         |
| L 662 | L 60 in Uebigau – Beiersdorf – Bönitz – Kauxdorf – Saxdorf – L 661 – Langenrieth – L 66 in Burxdorf                                                 |
| L 663 | L 67 in Mühlberg/Elbe – L 671 in Altenau bei Mühlberg                                                                                               |
| L 671 | L 67 in Lehndorf – L 66 – Burxdorf – Altenau bei Mühlberg – L 663 – L 67 in Fichtenberg                                                             |
| L 672 | L 60/L 67 in Falkenberg/Elster – Schmerkendorf – in Marxdorf                                                                                        |
| L 673 | L 67 in Großrössen – Kleinrössen – Neudeck – Bahnsdorf –                                                                                            |
| L 681 | L 68 in Schlieben – L 691 |
| L 691 | L 704 in Krassig – Berga – – Wehrhain – L 681 – Frankenhain – L 69 – L 702 in Dübrichen                                                             |
| L 701 | in Sonnewalde – L 703 – Schönewalde – Frankena – L 70 in Doberlug-Kirchhain                                                                         |
| L 702 | L 68 in Nexdorf – Buchhain – Prießen – Dübrichen – L 691 – L 702 in Werenzhain                                                                      |
| L 703 | L 70 in Trebbus – Lichtena – Friedersdorf/Niederlausitz – Brenitz bei Sonnewalde – L 701                                                            |
| L 704 | L 70 in Lebusa – Freileben – Striesa – L 691 – Krassig –                                                                                            |
| L 705 | L 711 in Buckow – L 70 |
| L 706 | – L 70 in Wahlsdorf bei Jüterbog |
| L 707 | L 70 in Kummersdorf-Gut – Horstwalde – in Baruth/Mark                                                                                               |
| L 711 | L 70 in Wahlsdorf bei Jüterbog – L 705 – Buckow – Damsdorf – L 712 – Schenkendorf – Sellendorf – Altgolßen – – – Prierow – – L 71 in Krausnick      |
| L 712 | L 73 in Paplitz – – Kemlitz – Groß Ziescht – Damsdorf – L 711 – Glienig – Görsdorf – L 71                                                           |
| L 713 | in Illmersdorf – Ihlow bei Jüterbog – Herbersdorf bei Jüterbog – Meinsdorf – L 714 – L 71 in Schönewalde                                            |
| L 714 | – Reinsdorf – Wiepersdorf – L 713 |
| L 715 | (L 112 in Sachsen-Anhalt) – Landesgrenze – Zellendorf – Langenlipsdorf – Hohenahlsdorf – – Borgisdorf – Werbig – Lichterfelde – Semow – Schlenzer – |
| L 721 | L 71 in Wiepersdorf – Werchau – L 72 in Jeßnigk |
| L 741 | in Storkow – Bugk – L 74 in Kehrigk |
| L 742 | – Klein Köris – Groß Köris – Schwerin – L 74 in Teupitz                                                                                             |
| L 743 | in Zeesen – – Bestensee – Motzen – L 745 – L 744 – L 74 in Töpchin                                                                                  |
| L 744 | – Schöneiche – Kallinchen – L 743 in Motzen |
| L 745 | in Gallun – Schweineweide – L 743 in Motzen |
| L 751 | (Berlin) – Landesgrenze – – L 752 in Schönefeld |
| L 752 | (Berlin) – Landesgrenze – L 751 – in Schönefeld |
| L 761 | L 76 in Teltow – Seehof – Landesgrenze – (Berlin)                                                                                                   |
| L 771 | L 77 in Saarmund – Tremsdorf – Tremsdorf-Südost |
| L 791 | in Zossen – Mellensee – L 79 |
| L 792 | Mahlow – Blankenfelde – L 40 – Jühnsdorf – Groß Schulzendorf – L 79 – Werben – in Nunsdorf                                                          |
| L 793 | – Ludwigsfelde – L 79 – Siethen – L 795 – Märkisches Wanderdorf – Jütchendorf – Schiaß – Blankensee – in Schönhagen                                 |
| L 794 | L 76 in Teltow – Ruhlsdorf – Neubeeren – L 79 in Struveshof                                                                                         |
| L 795 | L 79 in Ahrensdorf – Siethen – L 793 – Thyrow – – Märkisch Wilmersdorf – in Nunsdorf                                                                |
| L 801 | L 812 in Kemnitz – L 80 in Kemnitz |
| L 811 | L 81 in Rohrbeck – Oehna – Landesgrenze – (L 111 in Sachsen-Anhalt)                                                                                 |
| L 812 | L 80 in Kemnitz – L 801 – Bardenitz – Klausdorf – – Tiefenbrunnen – Malterhausen – Kaltenborn – Wölmsdorf – Niedergörsdorf – L 81 in Gölsdorf       |
| L 821 | L 81 in Kurzlipsdorf – Landesgrenze – (L 126 in Sachsen-Anhalt)                                                                                     |
| L 831 | – Jeserigerhütten – Mützdorf – Lehnsdorf – Klepzig – – L 83                                                                                         |
| L 841 | – Medewitzer Hütten – Medewitz – Landesgrenze – (L 120 in Sachsen-Anhalt)                                                                           |
| L 851 | – Alt Bork – Deutsch Bork – Schlalach – in Treuenbrietzen                                                                                           |
| L 861 | L 86 – Göhlsdorf – Plötzin – in Plessow |
| L 862 | L 86/L 92 in Ketzin/Havel – Neufalkenrehde – L 204 in Falkenrehde                                                                                   |
| L 863 | L 86 – Wernitz bei Wustermark – L 204 – |
| L 901 | – in Bornstedt |
| L 902 | – Leest – Grube – in Bornim |
| L 911 | L 99 in Barnewitz – Gortz – L 912 – Butzow – L 981 – Mötzow – L 91 in Brandenburg an der Havel                                                      |
| L 912 | L 911 in Gortz – Bollmannsruh – Bagow – L 91 in Päwesin                                                                                             |
| L 941 | L 94 – Groß Briesen – Klein Briesen – in Ragösen |
| L 961 | (K 12033 in Sachsen-Anhalt) – Landesgrenze – Zitz – L 96                                                                                            |
| L 962 | in Fohrde – Tieckow – Briest – in Plaue |
| L 963 | in Premnitz – Havelaue – L 96 in Milow |
| L 964 | L 96 – Vieritz – Landesgrenze – (L 34 in Sachsen-Anhalt)                                                                                            |
| L 981 | L 98 – Radewege – L 911 |
| L 982 | in Stechow – Nennhausen – L 991 – Buckow – Garlitz – L 98                                                                                           |
| L 991 | L 98 in Gräningen – Nennhausen – L 982 – Damme – Liepe – L 99 in Möthlow                                                                            |

Fußnoten
1 K LWL 46: Kreisstraße 46 im Altkreis Ludwigslust, jetzt im Landkreis Ludwigslust-Parchim
2 K 9215: Kreisstraße 15 im Altkreis Kamenz, jetzt im Landkreis Bautzen
3 K 1203: Kreisstraße 1203 der landesweit durchnummerierten Kreisstraßen

## Weitere Landesstraßen
Der Straßenverlauf wird in der Regel von Nord nach Süd und von West nach Ost angegeben.
Diese Landesstraßen ersetzen frühere Bundesstraßen oder heruntergestufte Bundesstraßenabschnitte. Die ersetzten Bundesstraßen (B) werden in der Tabelle angegeben.
| Nr.   | Verlauf | B (alt) |
| ----- | --- | ------- |
| L 100 | – Milmersdorf – Gollin – L 215 – Schorfheide – Groß Schönebeck – L 212 – / | B109    |
| L 200 | – Serwest – Sandkrug – L 23 – Eberswalde – L 291 – – Spechthausen – Melchow – Biesenthal – L 29 – Rüdnitz – Bernau bei Berlin – L 236 – L 30 – L 31 – L 311 – – L 312 – Schwanebeck – / | B2      |
| L 400 | (Berlin) – Landesgrenze – Waltersdorf – / – L 402 – / | B179    |

## Ehemalige Landesstraßen
Der Straßenverlauf wird in der Regel von Nord nach Süd und von West nach Ost angegeben.
| Nr.   | Verlauf | jetzt                |
| ----- | --- | -------------------- |
| L 41  | L 35 in Fürstenwalde/Spree – Langewahl – L 412 – Alt Golm – Kunersdorf – L 442 – Neuendorf – Groß Rietz – L 411 – – Beeskow | – –                  |
| L 132 | – L 131 in Postlin | ?                    |
| L 151 | L 25 in Schönermark – Niederungsburg Naugarten – Höhenburg Naugarten – nicht befahrbare Strecke – L 15 in Berkholz          | K 7325 –             |
| L 163 | L 164 in Wustrau – teilweise nicht befahrbare Strecke – Linumhorst – L 16/L 162                                             | –                    |
| L 192 | L 19 in Dierberg – Zippelsförde – in Alt Ruppin                                                                             | B122                 |
| L 203 | L 17 in Marwitz – L 20 in Velten                                                                                            | ?                    |
| L 221 | L 22 in Zehdenick – Falkenthal –                                                                                            | B109                 |
| L 253 | in Dedelow – Basedow – L 25 in Güstow                                                                                       | –                    |
| L 254 | (L 34 in Mecklenburg-Vorpommern) – Landesgrenze – Fürstenau – L 243 – Weggun – Arendsee – L 25 in Schönermark               | –                    |
| L 259 | L 25 in Fürstenwerder – L 243 – Landesgrenze – (L 341 in Mecklenburg-Vorpommern)                                            | –                    |
| L 337 | L 23 – Hirschfelde – Werftpfuhl – – L 23 – Stadtstelle – L 33 in Prötzel                                                    | L 230 L 23           |
| L 403 | L 794 in Neubeeren – /L 40                                                                                                  | ?                    |
| L 475 | L 47 in Jänschwalde – Jänschwalde-Ost                                                                                       | –                    |
| L 552 | in Zürchel – Sallgast – Poley – Annahütte – Herrnmühle – Klettwitz – L 55 in Schipkau                                       | K 6258 K 6611 K 6610 |